# Галерея Ovcharenko
Галерея Ovcharenko (бывшая «Риджи́на», 1990—2018) — частная художественная галерея в Москве (Винзавод), основанная Владимиром Петровичем Овчаренко.
C середины 1990-х годов галерея «Риджи́на» участвовала в международных ярмарках, в том числе Art Basel и Frieze. Основную цель создатель галереи Владимир Овчаренко видит в оказании поддержки и содействия развитию современного искусства, поиске и распространении новых тенденций, появляющихся в российских художественных кругах.
С момента возникновения основной целью галереи стал поиск самобытных художников и развитие живого рынка искусства в России. Галерея организовала ряд ярких проектов, вошедших в золотой фонд российского современного искусства. Среди них выставки Семена Файбисовича, Ивана Чуйкова и Сергея Браткова. Галерея Ovcharenko постоянно сотрудничает с музеями России и Европы.

## История
Галерея «Риджи́на» открылась в сентябре 1990 года выставкой российской художницы Наташи Турновой.
Здесь были показаны первые в России персональные выставки Андрея Монастырского, Семена Файбисовича, Ивана Чуйкова и Сергея Браткова, Гелия Коржева. Здесь начал свою карьеру Олег Кулик, с 1990 по 1994 арт-директором, а затем и художником галереи. Проекты тех лет вошли в золотой фонд российского современного искусства, как например Фестиваль инсталляции «Анималистские проекты» 1992 года.
В 1994 году прошла первая выставка участника группы «Новые Художники», барабанщика группы «Кино» Георгия Гурьянова, курировал её Тимур Новиков.
В 2000 году с выставки в тогдашней «Риджине» началась московская карьера художника Сергея Браткова.
После решения Олега Кулика продолжить карьеру художника и его ухода из галереи, она расширила круг художников и начала активную международную деятельность. К этому времени относится первое участие галереи в международной ярмарке, Art Cologne в 1994 году. С тех пор галерея успела принять участие в таких мировых ярмарках как Frieze, Art Basel Miami Beach, Armory Show , Artissima в Турине и Vienna Art Fair.
Американский куратор Дэн Камерон, с 1995 по 2006 год возглавлявший нью-йоркский New Museum, в 1996 году сделал в галерее выставку «On Beauty», на которой впервые в России были показаны работы Марико Мори, Пьера и Жиля, Майка Келли, Габриэля Ороско и Риркрита Тиравания. Для некоторых российских художников, которые сегодня широко известны во всем мире, проект «On Beauty» стал первой международной выставкой.
В 2000-е годы галерея работала как с ведущими российскими художниками Виктором Алимпиевым, Сергеем Братковым, Олегом Куликом, Павлом Пепперштейном, так и с иностранными авторами — Клэр Фонтен, Джонатаном Мезе, Райаном Мосли, Джеком Пирсоном, Дэниэлом Рихтером, Эрвином Вурмом OVCHARENKO регулярно сотрудничает с российскими, украинскими и европейскими музеями, а художники галереи получают приглашения к участию в биеннале, проходящих в Москве, Сан-Паулу и Венеции.
В 2009 году Сергей Братков получил государственную премию «Инновация» за видеоинсталляцию «Балаклавский кураж», а в 2014 году Павел Пепперштейн был награждён премией Кандинского за проект «Святая политика».
В 2010 открылось самостоятельное отделение в Лондоне — Regina Gallery London. За два года активной работы было показано несколько групповых проектов и прошли персональные выставки Павла Пепперштейна, Виктора Пивоварова, Олега Кулика, Сергея Браткова и других. В 2013 году отделение закрыли.
В 2018 галерея «Риджина» стала называться «OVCHARENKO».
К концу 2020 года галерея, победив на торгах, приобрела дом-мастерскую художника Исаака Левитана в Большом Трехсвятительском переулке — аварийный объект культурного наследия, с целью реализации в будущем в его стенах художественных проектов мирового уровня.

## Наиболее известные выставочные проекты

#### Фестиваль инсталляции «Анималистские проекты» 1992 год
Фестиваль состоял из семи авторских проектов художников Анатолия Осмоловского, Татьяны Машуковой и Юрия Лейдермана, Игоря Чацкин, Вадима Фишкина, Бориса Орлова и Олега Кулика. Из всех даже проект Анатолия Осмоловского «Леопарды врываются в храм», во время которого галерею заселили живыми леопардами, не произвел на публику такого впечатления как акция «Пятачок делает подарки», вызвавшая небывалый резонанс в СМИ. В рамках этой акции в галерее была убита и разделана профессиональным мясником свинья, а мясо роздано посетителям вернисажа.

#### Апология застенчивости или искусство из первых рук, 1992 год
Картины из коллекции Владимира Овчаренко на вернисаже держали в руках солдаты внутренних войск, спрятанные за фальшстенами. По свидетельству очевидцев, это создавало невероятное напряжение в галерее. Автор замысла Олег Кулик хотел, чтобы эта выставка стала одновременно метафорой российского крепостного права и напряжения, которое испытывали многие века гонимые деятели отечественного авангарда.

#### Мутанты, 1993 год
В 1993 году корифей советского «сурового» стиля Гелий Коржев написал 13 картин в совершенно непривычной для него манере: на них были изображены фантастические существа «тюрлики». По всеобщему убеждению, приключения тюрликов стали символом политических интриг перестроечного периода. «Мутанты» стали важным этапом в творчестве Гелия Коржева, и пользуются большой популярностью среди коллекционеров.

#### Сила воли, 1994 год
Первая галерейная выставка участника группы «Новые Художники», барабанщика группы «Кино» Георгия Гурьянова, куратор Тимур Новиков.

#### Меланхолия, 1994 год
Выставка фотографий известного «бумажного» архитектора Ильи Уткина «Меланхолия», состоявшаяся в галерее в 1994 году, в 2000 году была показана в павильоне России на Архитектурной биеннале в Венеции и получила Золотого льва.

#### О красоте (On Beauty), 1996 год
Американский куратор Дэн Камерон, с 1995 по 2006 год возглавлявший нью-йоркский New Museum, в 1996 году сделал в галерее выставку «On Beauty», на которой впервые в России были показаны работы Марико Мори, Пьера и Жиля, Майка Келли, Габриэля Ороско и Риркрита Тиравания. Для некоторых российских художников, которые сегодня широко известны во всем мире, проект «On Beauty» стал первой международной выставкой.

#### Дети, 2000 год
С выставки в галерее началась московская карьера художника Сергея Браткова. Максимально провокационный проект «Дети» включал в себя фотографии детей, накрашенных, как взрослые, которые разыгрывали в подвале сценки жестокого издевательства друг над другом и над взрослыми. Проект не подразумевал принуждения: все дети снимались для модельного агентства, и красили их родители, которые искренне хотели чтобы их сыновья и дочери сделали модельную карьеру. Эта серия стала классикой русского искусства 90-х годов и находится в собраниях по всему миру, включая коллекцию Франсуа Пино в Венеции .

## Международная деятельность
Галерея имела самостоятельное отделение в Лондоне — Regina London (2010—2013).
Принимает участие в международных ярмарках:
- Art Basel (Базель, Швейцария),
- Frieze Art Fair (Лондон, Великобритания),
- Art Basel Miami Beach (Майами, США).

## Художники галереи
- Виктор Алимпиев
- Сергей Братков
- Роуз Вайли (Rose Wylie)
- Йоринда Войт (Jorinde Voigt)
- Стас Волязловский
- Эрвин Вурм (Erwin Wurm)
- Олег Голосий
- Сергей Зарва
- Алексей Каллима
- Егор Кошелев
- Олег Кулик
- Влад Кульков
- Владимир Логутов
- Йонатан Мезе (Jonathan Meese)
- Слава Могутин
- Павел Пепперштейн
- Джек Пирсон (Jack Pierson)
- Иван Разумов
- Даниэль Рихтер (Daniel Richter)
- Андрей Ройтер
- Мария Серебрякова
- Наташа Стручкова
- Клэр Фонтен (Claire Fontaine)
- Семён Файбисович
- Иван Чуйков